# Don Collins
Pour les articles homonymes, voir Collins.
Don Collins, né le 28 novembre 1958 à Toledo, est un ancien joueur américain de basket-ball.

## Biographie
Il réalise son cursus universitaire avec les Cougars de Washington State. En 1980, il est élu joueur de l'année de la conférence Pac-10 avant d'être choisi en 18e position de la draft 1980 de la NBA par les Hawks d'Atlanta.
Il réalise ses débuts en NBA à Atlanta avant d'être transféré, le 17 janvier 1981, aux Bullets de Washington, en échange de Wes Matthews. Il joue deux saisons pleines dans l'équipe de la capitale : 1981-82 (10,0 points à 51,1 %, 2,5 rebonds de moyenne), et 1982-83 (11,8 pts à 52,3 %, 3,2 rbds).
Le 1er décembre 1983, il signe un contrat en faveur des Warriors de Golden State. Il est remercié le 23 octobre 1984. Il effectue ensuite un nouveau passage aux Bullets de Washington et évolue brièvement aux Bucks de Milwaukee. Au total, il dispute 303 matchs de saison régulière en NBA (45 en tant que titulaire) pour des moyennes de 9,8 points (48,5 % de réussite), 2,8 rebonds et 1,8 passe. Malgré son grand talent, Collins est rejeté de NBA en raison de problèmes récurrents avec la drogue.
Il rebondit alors en Continental Basketball Association (CBA), une ligue mineure américaine dont il s'affirme comme l'un des meilleurs marqueurs. Il marque par deux fois 63 points lors de la saison 1985-86 et mène son équipe, les Tampa Bay/Rapid City Thrillers à trois titres consécutifs, en 1985, 1986 et 1987. Il est plus tard choisi dans l'équipe idéale à l'occasion du 50e anniversaire de la CBA.
Il signe au Limoges CSP en 1987. Il passe quatre saisons dans le Limousin, où il devient une légende locale. Ailier rapide et élégant, décisif dans les moments chauds, il y gagne le surnom « Le Cobra ». Il est élu MVP du championnat de France en 1988, 1989 et 1990. Collins est, avec Ed Murphy, le seul joueur américain à avoir obtenu trois titres de MVP de Pro A. Avec lui, Limoges est champion de France en 1988, 1989 et 1990, et atteint le Final Four de la Coupe d'Europe des clubs champions en 1990.
Après son passage à Limoges, Collins évolue notamment deux saisons à La Rochelle, en Pro B. Il participe au All-Star Game LNB 1994.

## Clubs
- 1976-1980 :  Washington State (NCAA)
- 1980-1981 :  Hawks d'Atlanta (NBA)
- 1981-1983 :  Bullets de Washington (NBA)
- 1983-1984 :  Warriors de Golden State (NBA)
- 1984-1985 :  Bullets de Washington (NBA)
- - :  Tampa-Bay (USBL)
- 1986-1987 :  Bucks de Milwaukee (NBA)
- 1987-1990 :  CSP Limoges (N 1 A)
- 1990 :  Pully Basket (1re division)
- 1990-1991 :  CSP Limoges (N 1 A)
- 1991-1992 : n'a pas joué
- 1992-1994 :  Rupella La Rochelle (N A 2 et Pro B)
- 1994-1996 :  Pully Basket (1re division)
- 1996-1997 :  BBC Cossonay (1re division)
- 1997-2002 :

## Palmarès

### Club
compétitions internationales 
- Vainqueur de la Coupe des Coupes 1988
- Troisième du Final Four de Saragosse 1990

 compétitions nationales 
- Champion CBA avec Tampa Bay 1986
- Vainqueur de l’USBL avec Tampa Bay 1986
- Vainqueur de la Division Est de la CBA avec Tampa Bay 1986 et 1987
- Champion de France 1988, 1989, 1990
- Vice-Champion de France 1991
- Vainqueur du Tournoi des As 1988, 1990

### Distinctions personnelles
- Choisi en 18e position par les Hawks d'Atlanta lors de la Draft 1980 de la NBA
- MVP étranger du championnat de France 1988, 1989, 1990